# El Extrarradio (emissora de ràdio)
El Extrarradio és una emissora de ràdio online que va iniciar les seves emissions el 6 de novembre de 2012, posada en marxa per un grup de periodistes gràcies al micromecenatge. Al novembre de 2013, va ser guardonada al Premi Nacional de Ràdio a la Innovació Radiofònica en la 60a edició dels Premis Ondas. Al febrer de 2014 va rebre el Premi de l'Acadèmia de la Ràdio Luis Arribas Castro a la Innovació Radiofònica.

## Història
Va iniciar emissions el 6 de novembre de 2012 amb una graella de 12 programes de temàtica diversa com a literatura, entrevistes, reportatges, relats dramatitzats o contingut de compromís social. Els programes de El Extrarradio es presenten en format de càpsules radiofòniques de breu durada que poden escoltar-se, en diferit, a través de la pàgina web oficial de l'emissora així com en les diferents plataformes de distribució de podcasts. El projecte va néixer després d'una campanya de micromecenatge de 40 dies amb la qual es van recaptar els fons necessaris per a l'inici d'emissions.
El 30 d'octubre de 2013, el jurat de la 60a edició dels Premis Ondas anunciava la fallada del Premi Nacional de Radi a la Innovació Radiofònica, atorgat ex-aequo a El Extrarradio i a "Yu - No te pierdas nada" de Los 40 Principales. Els guardons es van lliurar el 20 de novembre de 2013 en una gala celebrada en el Gran Teatre del Liceu de Barcelona.
El 13 de febrer de 2014, coincidint amb la celebració del dia Internacional de la Ràdio, L'Extraradi és guardonat amb el Premi Luis Arribas Castro a la Innovació Radiofònica que concedeix l'Acadèmia de les Arts i les Ciències de la Ràdio a Catalunya.
Coincidint amb l'estrena de la seva tercera temporada, El Extrarradio aposta per un canvi d'imatge renovant el seu logotip i la seva pàgina web. A més, nous programes són incorporats a la graella, com el cabaret radiofònic "Miserable Palace".
El 25 de novembre de 2014, amb motiu del Dia Internacional contra la Violència de Gènere, el reportatge "Niñas bacha posh: los niños inventados", emès al programa "El año que vivimos peligrosamente", és guardonat amb el XI Premi de Periodisme "Carmen Goes" 2014 que lliura l'Associació de la Premsa de Melilla al costat de la Viceconselleria de la Dona de la ciutat autònoma.

## Programació
El Extrarradio emet tretze programes de distinta temàtica, entre altres:
- - El látigo de Joyce: programa dedicat al món de la literatura i els seus protagonistes.
- - Cuando éramos periodistas: entrevistes a personatges del món del periodisme i la comunicació. Entre altres, el programa ha comptat amb les visites de Iñaki Gabilondo, Ana Pastor García, Rosa Maria Calaf, Pedro J. Ramírez o Antonio García Ferreras
- - El año que vivimos peligrosamente: reportatges en profunditat i documentals sonors sobre Internacional i Política.
- - Soy tú:' reportatges i entrevistes de contingut social.
- - La buena gente: programa que recull iniciatives solidàries i que fomenta la solidaritat.
- - Esto no es Kansas:' reportatges que s'endinsen en el món del cinema.
- - La Japonesa: converses amb una ciutadana japonesa establerta a Espanya
- - Mísero Palace: cabaret radiofònic elaborat pel col·lectiu de poesia de carrer "Prostíbulo poético"
- - Relatando: programa de breus microrelats d'elaboració pròpia i interpretats per actors. Ha comptat amb la col·laboració, entre d'altres, de l'actriu Leonor Watling
- - El Submarino: programa de radioficció.